# Teros, sueño mundial
Teros, sueño mundial es una película documental uruguaya estrenada en agosto de 2015 que trata sobre la campaña de la selección de rugby de Uruguay, apodada «Los Teros», durante la clasificación para la Copa Mundial de Rugby de 2015, y el carácter amateur de sus jugadores, el que contrasta con el profesionalismo de sus rivales de grupo (Gales, Australia, Fiyi e Inglaterra).

## Historia
El equipo de la selección uruguaya de rugby, más conocido como Los Teros, está compuesto por estudiantes y profesionales de distintas áreas, amateurs en el deporte, pero que entrenan como profesionales. Tras gran esfuerzo, lograron clasificar al mundial de rugby de 2015, que se disputó en Inglaterra. 
El documental relata cómo estos amateurs preservaron en el desafío de enfrentarse a los mejores del mundo sus valores de humildad y sacrificio. A través de esta historia, se acompaña a los deportistas de Los Teros en su entrenamiento día a día para llegar a la Copa del mundo 2015.

## Realizador
Luis Ara
Nacido en Estados Unidos y criado en Uruguay, es Director de DISPEL y TRAILER ltda, distribuidor de cine, productor ejecutivo de publicidad y cine y editor de revistas a nivel local e internacional, además de ejercer la docencia en la Universidad ORT.

## Objetivos
El objetivo de este documental es destacar los valores que el rugby pregona: la amistad, la lealtad, el compañerismo, la humildad, el sacrificio. Este deporte fue uno de los últimos deportes masivos en transformarse al profesionalismo.  Actualmente, el rugby es ejemplo de cómo a pesar de ser un deporte profesional, mantiene los valores mencionados y sus tradiciones únicas, como lo es el tercer tiempo. 
El hecho de que el seleccionado nacional de un país pueda acceder a un mundial inclusive siendo amateur es una muestra cabal de que en este deporte, y en la vida, todo es posible. La amistad, el sacrificio, el dar todo por un compañero y por un sueño, es la historia viva de este seleccionado.

## Motivación
La historia del equipo de rugby conformado por estudiantes y profesionales amateurs conforma una leyenda de superación y humildad. Una historia en la cual un país entero en busca de un sueño se enfrenta, a través de su equipo de rugby, con los mejores del mundo.
Su esfuerzo personal y el camino recorrido caracterizan a cada jugador que forma parte de Los Teros, y los valores de humildad, compañerismo y lealtad se ven reflejado en su historia como equipo.